# 法華三部経
『法華三部経』（ほっけさんぶきょう）は、大乗仏教の経典群である。法華経十巻、妙法蓮華経並開結（みょうほうれんげきょうならびにかいけつ）とも称される。
なお、ここでいう三部とは、『無量義経』、『妙法蓮華経』、『仏説観普賢菩薩行法経』の三経を指す。

## 概要
漢訳の『妙法蓮華経』は鳩摩羅什によって訳されたものだが、智顗によれば一経だけで完結した内容とはなっておらず、『妙法蓮華経』八巻二十八品を根幹部分とし、『無量義経』一巻を開経・『仏説観普賢菩薩行法経』一巻を結経という三部で構成・完結すると説いた。これによって、釈迦が最終的に開示した最高の教えである法華経の主題部が成り立つと智顗は考えている（三経一体説）。
上記の説を教義として、日本の天台宗（山門派・寺門派）ならびに日蓮宗・日蓮正宗等の法華宗各派は、この三経を所依の経典としている。また、これら三経を一つとして看做すことから一部経という呼称も用いられ、殊に霊友会やその分派にあたる立正佼成会や佛所護念会などで呼び習わされている。

## 構成

### 開経

#### 『無量義経』
天台思想の根幹となる一文「四十余年未顕真実」が含まれる重要な経典である。一方で出処に不明点が多く、荻原雲来が中国撰述説を指摘し学術レベルでは定説となっている。作成の目的としては、法華経と頓悟説の擁護が背景にあったともみられている。
- 序分
  - 徳行品第一
- 正宗分
  - 説法品第二
- 流通分
  - 十功徳品第三

### 本経

#### 『妙法蓮華経』
一経三段 二門六段 一部八巻二十八品（法華七喩）
- 序分 迹門の序分
  - 序品第一 一巻
- 正宗分 迹門の正宗分
  - 方便品第二
  - 譬喩品第三 二巻（三車火宅喩）
  - 信解品第四（長者窮児喩）
  - 薬草喩品第五 三巻（三草二木喩）
  - 授記品第六
  - 化城喩品第七（化城宝処喩）
  - 五百弟子受記品第八 四巻（衣裏繋珠喩）
  - 授学無学人記品第九
- 迹門の流通分
  - 法師品第十
  - 見宝塔品第十一
  - 提婆達多品第十二 五巻
  - 勧持品第十三
  - 安楽行品第十四（髻中明珠喩）
- 本門の序分（後半から）
  - 従地涌出品第十五
- 本門の正宗分（一品二半）
  - 如来寿量品第十六 六巻（良医治子喩）
- 本門の流通分（後半から）
  - 分別功徳品第十七
  - 随喜功徳品第十八
  - 法師功徳品第十九
  - 常不軽菩薩品第二十 七巻
  - 如来神力品第二十一
  - 嘱累品第二十二
  - 薬王菩薩本事品第二十三
  - 妙音菩薩品第二十四
  - 観世音菩薩普門品第二十五 八巻
  - 陀羅尼品第二十六
  - 妙荘厳王本事品第二十七
  - 普賢菩薩勧発品第二十八

## 訳注文献
- 『法華部 Ⅰ 無量義経、法華経〈上〉』、『Ⅱ 法華経〈下〉、観普賢菩薩行法経』
  - 多田孝文・多田孝正訳 校注・解説 （大蔵出版〈新国訳大蔵経インド撰述部〉、1996-1997年）
- 『法華経 梵漢和対照・現代語訳』 植木雅俊訳注 （岩波書店 上・下、2008年、改訂版2015年）-毎日出版文化賞受賞
- 『法華経 大乗仏典 4・5』 長尾雅人（1巻目のみ）・松濤誠廉・丹治昭義・桂紹隆（2巻目のみ）訳注（中央公論社、のち中公文庫）
- 『法華経 佛典講座7』 田村芳朗（上巻のみ）・藤井教公訳著（上・下、大蔵出版、新装版2001年）
- 『法華経』 坂本幸男・岩本裕訳注、岩波文庫（上中下）、のちワイド版
- 『法華経 現代語訳』 三枝充悳訳注（第三文明社 全1巻／同 レグルス文庫 上中下）
- 『全品現代語訳 法華経』 大角修訳・解説（角川ソフィア文庫、2018年）